# Hilario Alejos Madrigal
Hilario Alejos Madrigal es un alfarero mexicano procedente de un pequeño pueblo en el estado de Michoacán, conocido por sus esculturas de piñas elaboradas en cerámica. El nombre proviene de la forma original creada por su madre, la alfarero Elisa Madrigal Martínez, quien creó poncheras en forma de piñas. Las variaciones del trabajo de Alejo Mafrigal incluyen cuencos, candelabros y más, siendo la versión hecha en vidrio verde la más conocida. Alejo Madrigal ha ganado varios premios, los cuales aparecen en la portada de libro "Grandes Maestros del Arte Popular" de Fomento Cultural Banamex.

## Biografía
Alejos Madrigal nace en San José de Gracia, Michoacán. Su madre era Elisa Madrigal Martínez, del municipio de Carapan, Michoacán. Cuando ella se mudó a San José de Gracia, decidió crear algo diferente a las tradicionales cacerolas, haciendo poncheras con forma de piña, por las cuales logró hacerse reconocer. Tiempo después comenzó a utilizar el tema de piñas para crear otros objetos. Alejos Madrigal comenzó a aprender sobre alfarería a la edad de 15 años bajo la tutela de su madre, junto con sus hermanos José María, Emilio y Bulmaro quienes también poseen talleres en la misma ciudad. El trabajo de esta familia ha estimulado la diversidad y creatividad en la tradición alfarera de esta ciudad. Hoy en día Alejos Madrigal trabaja con su esposa, Audelia Cerano y sus hijos Elizabeth, Osvaldo, Andrea y Lupita en el taller familiar, el cual es una extensión de su hogar.

## "Piña" mercancía
En un principio Alejos Madrigal elaboraba artículos utilitarios, pero cuando comenzó a interesarse en participar en concursos, adaptó el tema de piña en otros objetos al igual que su madre. Su trabajo más conocido es su técnica de vidriado en verde, la cual emplea para la elaboración de ollas, poncheras, candelabros y demás productos. Además del verde, también emplea colores como amarillo y azul en sus piensas, mostrando en cada pieza su habilidad y destreza en los detalles. Sus piezas piña más conocidas son las llamadas biznaga y conchita. El primero es un tipo de cruce entre cactus y piña, mientras que el segundo se recibe el nombre por el parecido a las pequeñas piezas en forma de concha de la "piel" de la piña.

## Creación de las Piezas
Cada pieza de piña conlleva alrededor de una semana de trabajo, sobre todo cuando se utilizan técnicas de aplicados y calados. Alejos Madrigal emplea dos tipos de arcilla el cual adquiere de un depósito que se encuentra a las afueras de la ciudad, el cual es resistente al calor y lo suficientemente fuerte para sostener la estructura de sus piezas. La forma básica es creada con discos de barro y moldes, pero los elementos decorativos y texturas complejas son hechas a mano, generalmente por pellizcos. Cuando la pieza está completamente formada, se cubre con una capa de barro blanco la cual funge como base, luego se cocina durante 5 horas. Después de enfriarse, las piezas se cubren con un tipo de óxido de plomo u óxido de cobre en esmalte para crea un color más brillante. Las piezas se cocinan por segunda vez durante cinco horas.
Los artistas estatales necesitan mucha imaginación para la elaboración y creación de sus piezas.

## Reconocimiento
Alejos Madrigal ha recibido numerosos reconocimientos por su trabajo, sus obras se encuentran entre las más reconocidas en México. Ganó el primer y segundo lugar en eventos como los concursos de Noche de Muertos y Domingo de Ramos en Pátzcuaro y Uruapan en el estado de Michoacán. Recibió el cuarto lugar en el Gran Premio de Arte Popular en la Ciudad de México. Aparece en el libro de referencias Grandes Maestros del Arte Popular Mexicano por Fomento Cultural Banamex, con una piña biznaga en la portada.

## Ventas
Alejos Madrigal vende la mayor parte de su mercancía en diversos puntos de venta en Michoacán para los artesanos, pero también ha vendido su trabajo en Estados Unidos, como en Santa Fe Internacional Folk Art Market 2008-2012. Sus piezas son muy buscadas por los coleccionistas.